# 三重県道750号阿児磯部鳥羽線
三重県道750号阿児磯部鳥羽線（みえけんどう750ごう あごいそべとばせん）は、三重県志摩市を起点に三重県鳥羽市に至る一般県道である。志摩半島東部の海岸線を結ぶ重要な道路であったが、地形の制約から拡幅が困難で2009年現在でも狭小区間が残っている。沿線一帯の陸の孤島状態を解消したのは1976年（昭和51年）に全線開通したパールロードであった。

## 路線状況

### 路線データ
- 起点：志摩市阿児町国府字平野1850番地先[1]
- 終点：鳥羽市鳥羽四丁目2368番8地先[1]（安楽島大橋北交差点）
- 総延長：34.0319 km（2020年4月1日現在）[1]
  - 実延長：26.1134 km（2020年4月1日現在）[1]
- 橋梁：18本（総延長：265.6 m）[1]

### 重複区間
- 三重県道61号磯部大王線：起点 - 志摩市磯部町迫間（三交バスセンター前交差点）[2]
- 三重県道16号南勢磯部線：志摩市磯部町迫間（三交バスセンター前交差点） - 志摩市磯部町的矢（的矢郵便局前）[2]
- 三重県道47号鳥羽磯部線：志摩市磯部町的矢（的矢郵便局前） - 鳥羽市畔蛸町（畔蛸口バス停付近）[2]

### 主な道路構造物

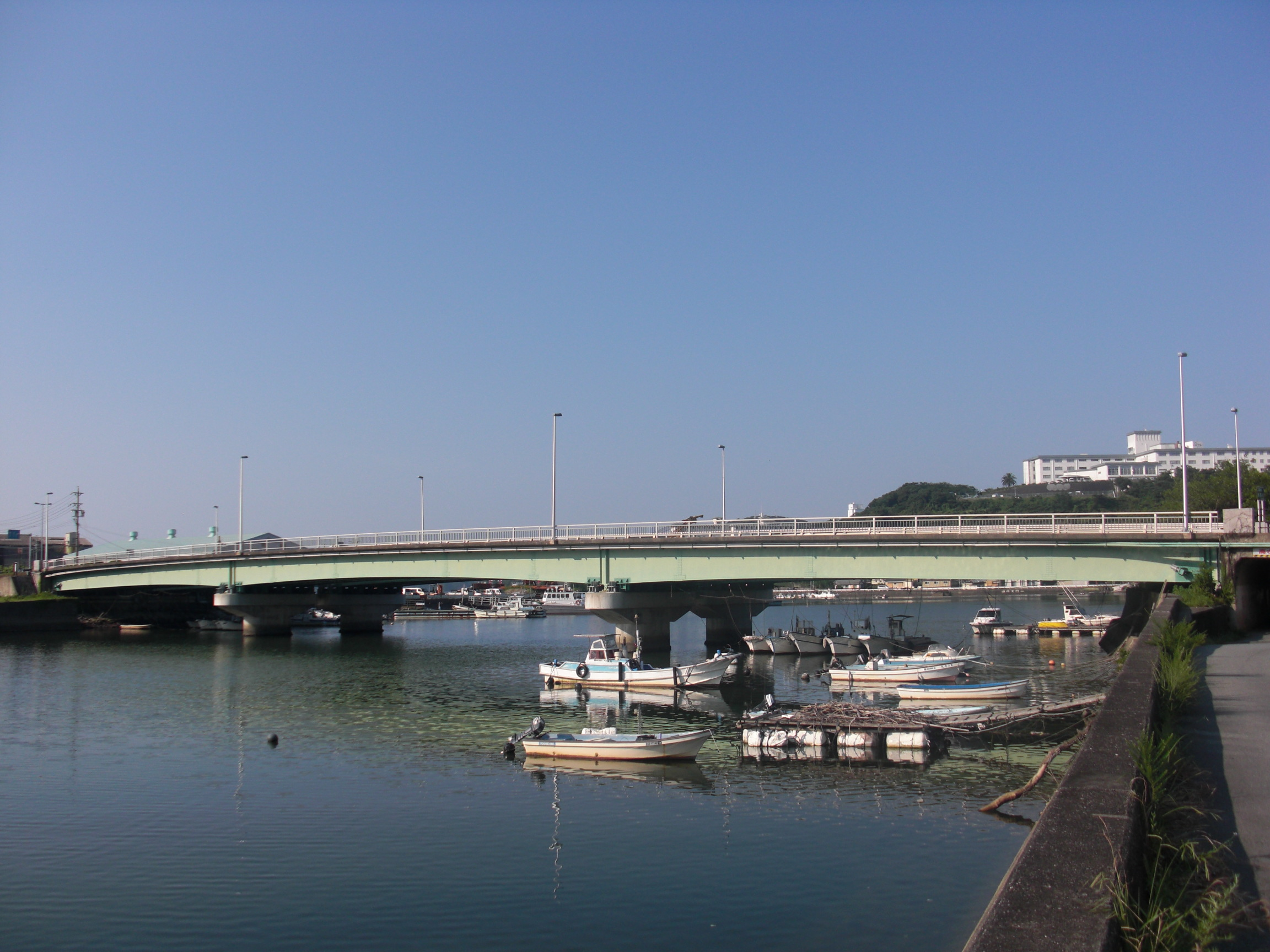
安楽島大橋
二級河川・加茂川河口に架かり、鳥羽市大明東町・大明西町と同市鳥羽四丁目を結ぶ橋梁。1974年（昭和49年）11月架橋。3径間連続非合成鈑桁橋で、橋長120 m、幅員20 m。

### 利用状況
交通量
| 地点           | 平日12時間        | 平日24時間        |
| 地点           | 2005年度⇒2010年度 | 2005年度⇒2010年度 |
| 鳥羽市相差町   | 2,781台⇒3,111台   | 3,587台⇒4,075台   |
| 鳥羽市安楽島町 | 4,610台⇒4,259台   | 5,947台⇒5,664台   |

## 歴史
- 1959年（昭和34年）1月25日 - 三重県道425号的矢大王線、三重県道727号国府磯部線を路線認定[6]。
- 1968年（昭和43年）12月3日 - 三重県道750号畔蛸浦村鳥羽港線を路線認定[7]。
- 1994年（平成6年）4月1日 - 「三重県道750号阿児磯部鳥羽線」を路線認定[8]、道路区域を決定[9]。
  - 三重県道425号的矢大王線、三重県道727号国府磯部線、三重県道750号畔蛸浦村鳥羽港線を廃止[10]。
- 2021年（令和3年）4月1日 - 志摩市阿児町国府から志摩市磯部町的矢までの区間の道路区域を変更[11]。これにより志摩市内の全区間が他の県道路線との重複区間となる[2]。
  - 同時に県道船を廃止、志摩市が継承[12]。

## 地理

### 通過する自治体
- 三重県
  - 志摩市 - 鳥羽市[2]

### 接続道路
- 三重県道61号磯部大王線：志摩市磯部町迫間[2]（三交バスセンター前交差点）
- 三重県道16号南勢磯部線：志摩市磯部町迫間[2]（三交バスセンター前交差点）
- 三重県道47号鳥羽磯部線：志摩市磯部町的矢（的矢郵便局前）、鳥羽市畔蛸町（畔蛸口バス停付近）[2]
- 三重県道128号鳥羽阿児線（パールロード）：鳥羽市浦村町（麻生の浦大橋）
- 国道167号：終点[2]

### 難読地名
沿線には、難読地名が多数存在する。
- 志摩市
  - 阿児町国府（あごちょうこう）
- 鳥羽市
  - 畔蛸町（あだこちょう）
  - 相差町（おうさつちょう）
  - 国崎町（くざきちょう）
  - 石鏡町（いじかちょう）
  - 安楽島町（あらしまちょう）
  - 大明東町（おあきひがしまち）
  - 大明西町（おあきにしまち）

### 沿線
- 伊勢志摩エバーグレイズ
- 近鉄志摩線穴川駅
- 三重交通志摩営業所
- ホテル&リゾーツ伊勢志摩
- 鳥羽市立長岡中学校
- 鳥羽市立弘道小学校
- 相差旅館街
- 千鳥が浜海水浴場
- 海士潜女神社
- 旧・鳥羽市立国崎小学校
- 旧・鳥羽市立鏡浦中学校
- エクシブ鳥羽
- 鳥羽中央公園
- 鳥羽市民の森公園
- 鳥羽ショッピングプラザハロー

## 志摩市運航船（旧県道船）

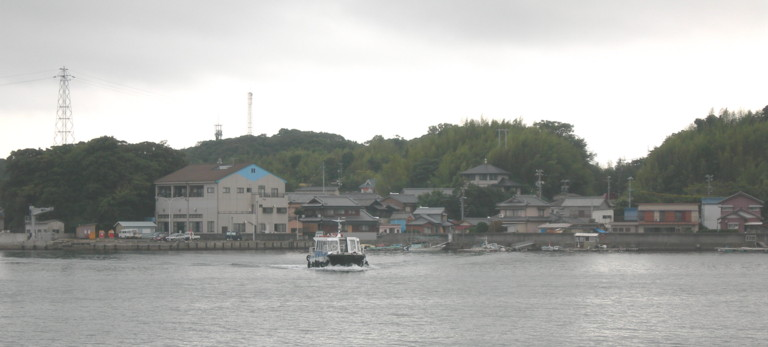
的矢湾を横断する県道船

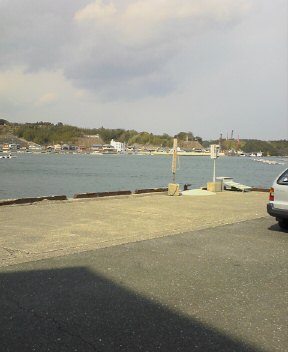
三ヶ所船乗り場

的矢湾の志摩市磯部町三ヶ所と同市磯部町的矢の間は道路が存在せず、無料の渡船が就航し、地元では「県道船」と呼ばれ親しまれた。この航路は三重県が志摩市へ委託していたが、2021年（令和3年）3月末で県道船は廃止となり、4月から志摩市運航船として引き継がれた。
旅客船により的矢湾内の三ヶ所、的矢、渡鹿野島を結び、営業キロは22 kmであった。（厳密には県道船は三ヶ所 - 的矢間のみで、渡鹿野島へ向かう航路は志摩市の運航であった。運航上は県道船区間と志摩市運航区間で一体化していた。）

### 県道船の歴史
日本では1872年（明治5年）に学制が発布され初等教育が開始された。翌年の1873年（明治6年）9月に的矢湾沿岸の的矢村（現在の志摩市磯部町的矢）に的矢学校が設置され、1887年（明治20年）に的矢湾内の渡鹿野島と的矢湾対岸の三ヶ所地区に分教場が作られた。1892年（明治25年）に三ヶ所分教場は独立し、的矢学校は甲賀村の志摩高等小学校の分校となった。渡鹿野島分教場は1899年（明治32年）に1・2年生のみの通学となり、3年生以上は的矢へ通学することになり、1908年（明治41年）に廃止され、全学年が的矢へ通学することとなった。三ヶ所地区では三ヶ所尋常小学校となったのち、1908年（明治41年）に的矢小学校と合併し、三ヶ所地区でも船での通学が必須となった。
そのため地元住民による通学のための人力での渡船の運航が1921年（大正10年）より開始された。1946年（昭和22年）に動力船の「まとや丸」が導入された。的矢小学校への通学の渡船が1959年（昭和34年）に県道として認定、「県道船」と呼ばれるようになった。まとや丸は1981年（昭和56年）に新造船に交代し、2006年8月時点では1997年（平成9年）就航の5代目「まとや丸」が使用されていた。
2005年（平成17年）度の的矢地区の海岸高潮対策工事に伴い、的矢の船着場が東と西の2箇所に分かれていたが、船着場付近の工事が完了し、2005年（平成17年）9月1日より元の船着場に復旧した。2009年（平成21年）時点で、県道船は三重県ではこの路線のみとなっており、日本国内では全部で13箇所あった。
2018年（平成30年）度に、2020年（令和2年）度末での県道船の廃止が決定し、市民らは県道船の継続と渡鹿野島への海上交通の利便性確保を市に求めた。これを対して志摩市当局は県道船の代替手段を検討すると発表し、2021年（令和3年）4月1日より市運航船として継承した。ただし運航日は月・水・金曜の週3日（年末年始運休）、1日の運航便数は3便に減便した。

#### まとや丸

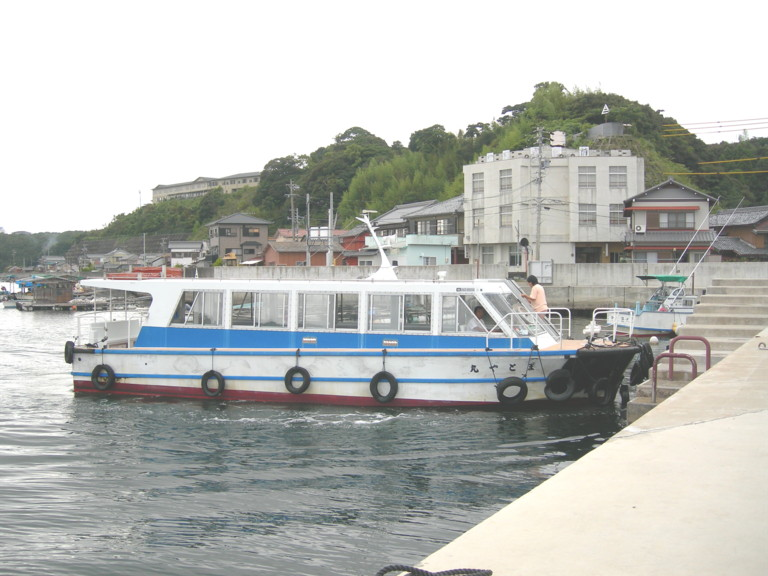
県道船「まとや丸」

1998年（平成12年）に就航した5代目「まとや丸」は、200馬力級の三菱製V8インタークーラー・ディーゼルターボエンジンを搭載しており、県道船の規模としては高知県の県営渡船（長浜-種崎）・福井県に次ぎ日本で3番目であった。まとや丸には自動車やオートバイなどは載せることができない。船室の中央部が通路で、前後に9列の座席が並んでいた。操舵席が最前列右側にあり、他の席は2人掛けであった。定員は船内35名・デッキ10名であるため、団体の観光客には対応できない場合があった。
まとや丸が整備などで運航できない場合は、三重県が民間船を手配し運航することになっていた。専任の船員は船長1名であり、1959年（昭和34年）の県道船就航以来、親子2代で継承してきた。週40時間労働に対応するため月-金曜日の週5日勤務で、土日曜日は基本的に民間船と民間船の船長により運航していた。

#### 運航・利用状況

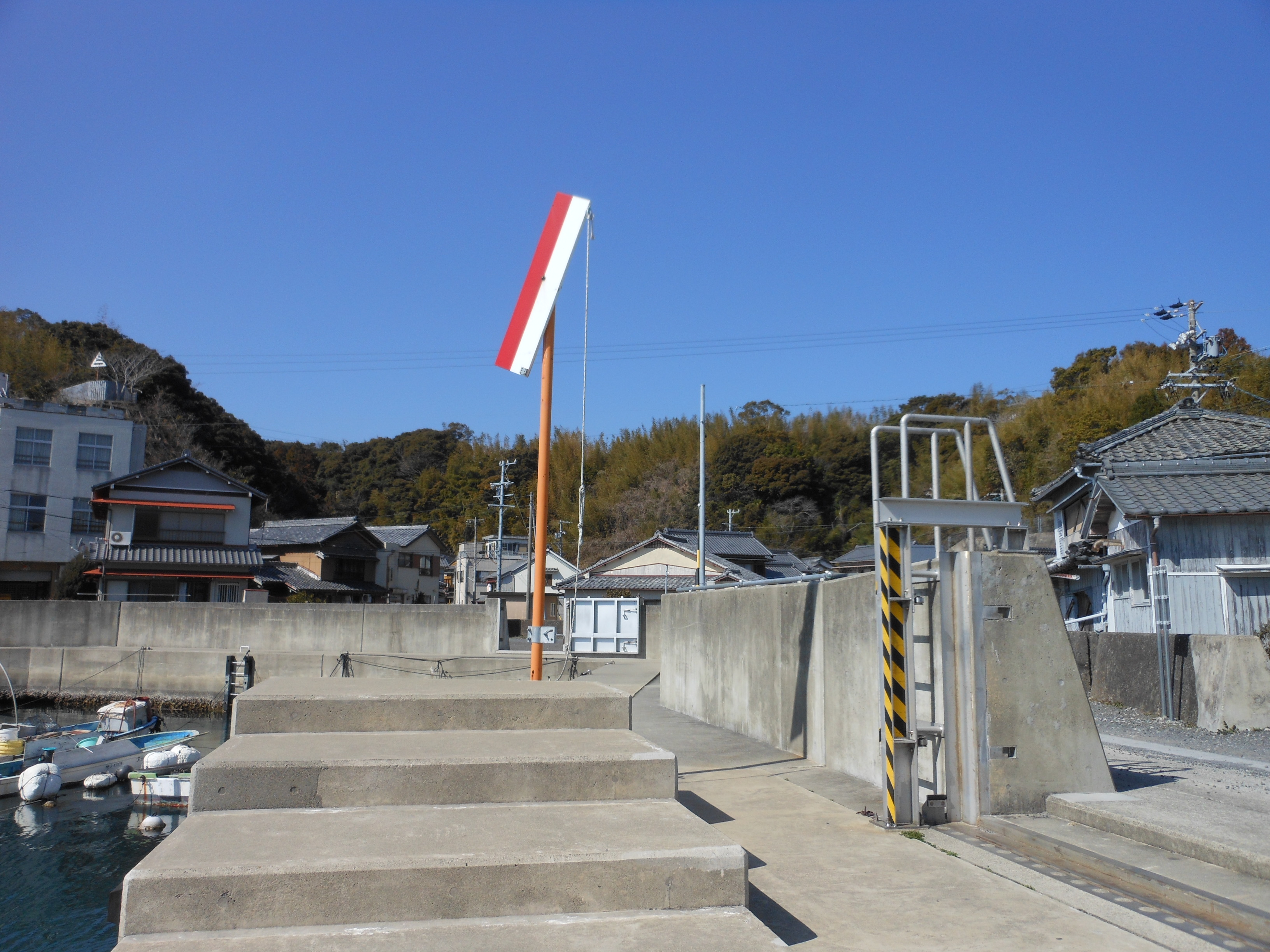
的矢船着場の乗船待ち合図板

毎日6便の定期便のほか、待機時間中に船着場で待っている客が目視できた場合には随時運航が行われた。随時運航の開始後、乗船待ちの意思表示のために竿の先に布を揚げる方法が選ばれたが、被視認性が悪いなどの理由で2002年（平成14年）に回転灯による合図に変更された。しかし故障が多く、停電時に合図ができないため、回転灯は半年ほどで廃止され、国際法で定められた赤い板を水平にして待ち、乗る前に垂直に戻す方法に変更された。合図板を横にしておかないと、定時運航中でも寄港しなかった。
2006年頃は定期運航の6便を含め、毎日約30便を運航し、三ヶ所地区と渡鹿野島の小中学生を中心に、年間約5万人を運んでいた。的矢にある個人医院へ通院する利用者もいた。2015年（平成27年）度には1日の運航便数は20便、年間の運航便数は7,335便、年間利用者数は5,983人に減少した。同年度の通学利用者は三ヶ所が3人、渡鹿野が2人であった。